# Грищенко Віра Семенівна
Ві́ра Семе́нівна Гри́щенко (Красо́вська) (14 (27) квітня 1913 , Федвар, Федварська волость, Олександрійський повіт, Херсонська губернія, Російська імперія  — 2 січня 1997 ) — українська радянська діячка, робітниця Кіровоградського заводу сільськогосподарського машинобудування «Червона зірка», інструкторка відділу кадрів Кіровоградського обласного комітету КП(б)У. Депутатка Верховної Ради УРСР 1–2-го скликань.

## Біографія
Народилася 14 (27) квітня 1913 року в бідній селянській родині в селі Федвар, тепер Підлісне, Олександрівський район Кіровоградська область, Україна. Трудову діяльність розпочала в дев'ятирічному віці. До 1929 року наймитувала в заможних селян.
З 1929 року — робітниця, слюсарка, бормашиністка, токарка Зінов'євського (Кіровоградського) заводу сільськогосподарського машинобудування «Червона зірка». У 1930 році вступила до комсомолу.
Без відриву від виробництва в 1931 році закінчила лікнеп і вступила до вечірньої робітничої школи. У 1935 році вступила до середньої комсомольської школи і успішно її закінчила.
З 1937 року — технік-інструментальник механічного цеху Кіровоградського заводу сільськогосподарського машинобудування «Червона зірка».
Член ВКП(б) з 1938 року.
Як передову робітницю та активістку, її було направлено в Москву на навчання до Всесоюзної промислової академії, де вона навчалася до 1941 року.
Під час німецько-радянської війни працювала робітницею Куйбишевського військового заводу РРФСР.
З 1944 року — інструкторка відділу кадрів Кіровоградського обласного комітету КП(б)У. На 1960 рік — завідувачка відділу адміністративних і торговельно-фінансових органів Кіровоградського міського комітету КПУ.
Віра Семенівна Грищенко (у шлюбі — Красовська) пішла з життя 2 січня 1997 року.

## Нагороди
- медаль «За доблесну працю у Великій Вітчизняній війні 1941—1945 років»
- медаль «За перемогу над Німеччиною у Великій Вітчизняній війні 1941—1945 років»
- медаль «За трудову доблесть» (7.03.1960)